# Chiesa di Sant'Agnese (Civezzano)
La chiesa di Sant'Agnese è la parrocchiale a Sant'Agnese, frazione di Civezzano, in Trentino. La sua fondazione risale al XVI secolo.

## Storia
Una visita pastorale avvenuta nel 1537 attestò per la prima volta la presenza di una chiesa con dedicazione a Sant'Agnese nell'omonima località.
Nel 1818 ebbe beneficio ecclesiastico semplice.
Negli ultimi anni del XIX secolo si progettò un nuovo edificio religioso per sostituire l'antica chiesa e, nel 1889, i lavori iniziarono. Il vecchio edificio venne abbattuto e nel 1890 quello nuovo era stato eretto.
La chiesa fu benedetta nel 1890 ed ottenne dignità curiaziale nel 1899.
Nel corso del XX secolo gli interni vennero decorati (nel 1925) e in seguito ottenne dignità parrocchiale (nel 1943).
Un ciclo di restauri venne attivato tra 1970 e 1977. Fu sistemata la copertura del tetto, vennero adeguati gli impianti e si provvide alla tinteggiatura.
Un ulteriore momento di restauri si è avuto nel biennio 2009-2010. In quest'occasione si sono ritoccate le opere decorative si è ripristinato il tetto, si è restaurata la torre campanaria e si rivisto anche il sagrato davanti alla chiesa.
Il parroco che cura questa parrocchia segue anche le altre vicine di Civezzano, Seregnano e Bosco.